# Hans Sidonius Becker
Hans Sidonius Becker (* 21. September 1895 in Pula  in Istrien, Österreich-Ungarn; † 16. Dezember 1948 in Santiago de Chile) war ein österreichischer Autor, Maler und Widerstandskämpfer. Er war einer der Mitbegründer der österreichischen Widerstandsgruppe O5.

## Leben
Hans Sidonius Becker wurde am 21. September 1895 als Sohn des k.k.Konteradmirals und Leiters der Marineakademie Fiume Alois Ritter von Becker (1842–1900) in Pula geboren. und machte 1913 seine Matura am dortigen k.u.k. Staatsgymnasium. Danach studierte er in Wien und inskribierte gleichzeitig an der Universität Wien für Rechtswissenschaften und an der Kunstgewerbeschule für Malerei und Architektur. Es brach jedoch bald der Erste Weltkrieg aus, Hans Sidonius Becker wurde zum Militärdienst eingezogen. Zu Kriegsende war er Oberleutnant.
Nach dem Krieg wurde er zunächst Bankbeamter. Von 1922 bis 1928 arbeitete er im Auftrag des Bundespressedienstes in Lateinamerika. Zurück in Wien war er von 1930 bis 1935 Mitglied der Künstlervereinigung Hagenbund, der fortschrittlichsten Vertretung bildender Künstler in Österreich. Am 24. März 1929 wurde er in die Loge Zukunft der Großloge von Wien aufgenommen, einer seiner Bürgen war der Facharzt, Karl-Kraus-Anhänger und bekennende Sozialdemokrat Victor Hammerschlag. Im gleichen Jahr heiratete er Annie Lieser, die Tochter von Henriette Amalie Lieser. Seine Frau und der gemeinsame Sohn mussten 1938 wegen ihrer jüdischen Herkunft aus Österreich fliehen und konnten in die USA entkommen.
1934 trat Becker der Vaterländischen Front bei und wurde Leiter der Propagandaabteilung, er war direkt dem Generalsekretär Walter Adam unterstellt. Er engagierte sich besonders im Kampf gegen den Nationalsozialismus. Er dürfte kein wirklicher Anhänger des Austrofaschismus gewesen sein und wird als ein eher liberaler Konservativer beschrieben, dafür war er ein entschiedener Gegner der „nazistischen Gefahr“. So fühlte er sich in seiner Arbeit und seinem Kampf durch das Juliabkommen 1936 von seiner eigenen Regierung in Stich gelassen, so wie wohl andere auch. Er forderte bereits 1937 die Schaffung eines Büros innerhalb des Sekretariats der Vaterländischen Front, das im Falles einer Annexion Österreichs als Plattform für die Koordination von Kampfmaßnahmen gegen den Nationalsozialismus dienen sollte.
Dass er als wichtiges Mitglied der Vaterländischen Front nicht aus der Freimaurerei austrat, ist ungewöhnlich. Das Verhältnis zwischen Regierung und Großloge war mehr als angespannt, so war es z. B. für einen Staatsbeamten im Ständestaat verboten, Freimaurer zu sein. Er wurde noch im Jänner 1938 in den Vorstand der Österreichischen Völkerbundliga gewählt, der Schwesterorganisation der Deutschen Liga für Völkerbund.
Nachdem am 12. März 1938 die Truppen des Deutschen Reiches in Österreich einmarschiert waren, wurde Hans Sidonius Becker am 14. März verhaftet und mit dem sog. Prominententransport am 1. April 1938 ins KZ Dachau deportiert. Im September 1939 wurde er in das KZ Mauthausen überstellt, im Dezember 1940 entlassen.
Er kehrte nach Wien zurück und studierte Völkerkunde; 1941 wurde er zum Dr. phil. promoviert. Um die Ethnologin und spätere Museumsleiterin Etta Becker-Donner heiraten zu können, ließ er die Ehe 1941 von Annie Lieser annullieren. 1944 kam die gemeinsame Tochter Franka zur Welt. Er wurde zwar von der Gestapo beobachtet, dieser fiel jedoch nicht auf, dass er sich weiterhin politisch gegen die Nationalsozialisten engagierte und die Widerstandsgruppe O5 mitbegründete. Am 28. Februar 1945 wurde er erneut verhaftet und am 1. April 1945 ins KZ Mauthausen deportiert.
Nach dem Krieg versuchte er vergeblich in der ÖVP Karriere zu machen. In Folge wurde er Diplomat. Nachdem sich die österreichische Freimaurerei nach dem Verbot und der Verfolgung durch den Nationalsozialismus wieder konstituiert hatte, trat er 1945 der Sammelloge Humanitas renata bei, jener Wiener Loge, welche jene 48 Überlebenden Freimaurer versammelte, die von den ca. 800 Wiener Freimaurern von vor 1938 übrig geblieben waren. Nachdem er als Diplomat Wien verlassen musste, wurde er am 20. September 1946 auswärtiges Mitglied der wieder gegründeten Loge Zukunft.
Becker wurde im März 1947 österreichischer Generalkonsul in Brasilien und anschließend Geschäftsträger der Republik Österreich in Chile. Am 16. Dezember 1948 wurde er in Santiago de Chile von einem seiner Angestellten ermordet. Die Untersuchungen ergaben, dass es ein Eifersuchtsattentat gewesen sei.

## Künstlerisches Wirken
Abgesehen von seinem kurzen Studium an der Wiener Kunstgewerbeschule war Becker als Maler hauptsächlich ein Autodidakt. Er malte überwiegend Landschaftsbilder mit Motiven aus Südamerika und Österreich in Öl und Aquarell. Seltener widmete er sich religiösen Themen (u. a. Kreuzigung (Prozession), 1930–1934, Öl auf Leinwand, 119,5 × 89,5 cm). 1928 beschickte er die Große Kunstausstellung im Wiener Künstlerhaus mit zwei südamerikanischen Landschaften in Öl (Palmenlandschaft (Chaco) und Im Chaco). Seine Dissertation illustrierte er mit eigenen Zeichnungen. Werke von Becker befinden sich unter anderem in der Sammlung des Österreichischen Völkerkundemuseums und dem Archiv des Österreichischen Widerstandes Wien.

## Werke
- Österreichs Freiheitskampf. Die Widerstandsbewegung in ihrer historischen Bedeutung. Verlag d. Freien Union d. ÖVP, Wien 1946.
- Reform oder Neubau? Zur Verwaltungsreform. Verlag der Freien Union, Wien 1947.
- Johannes Sydonius Ritter von Becker. Aus seiner Tätigkeit in der Österreichischen demokratischen Widerstandsbewegung. Aus seinem Nachlass herausgegeben vom DÖW, Nr. 12032/2.